# تونس في بطولة العالم للألعاب المائية 2023
شاركت تونس في بطولة العالم للألعاب المائية 2023 في فوكوكا باليابان في الفترة من 14 إلى 30 يوليو.

## الحاصلون على الميداليات
| ميدالية | اسم           | رياضة | حدث               | تاريخ    |
| ------- | ------------- | ----- | ----------------- | -------- |
| ذهبية   | أحمد الحفناوي | سباحة | 800 متر حرة رجال  | 26 يوليو |
| ذهبية   | أحمد الحفناوي | سباحة | 1500 متر حرة رجال | 30 يوليو |
| فضية    | أحمد الحفناوي | سباحة | 400 م حرة رجال    | 23 يوليو |

## سباحة
أدخلت تونس سباحاً واحداً.
رجال
| رياضي         | حدث          | تصفيات   | تصفيات | النهائي                                              | النهائي |
| رياضي         | حدث          | وقت      | مرتبة  | وقت                                                  | مرتبة   |
| ------------- | ------------ | -------- | ------ | ---------------------------------------------------- | ------- |
| أحمد الحفناوي | 400 متر حرة  | 3: 44.34 | 4      | 3: 40.70 رقم قياسي إفريقي                            | الثاني  |
| أحمد الحفناوي | 800 متر حرة  | 7: 41.97 | 2      | 7: 37.00                                             | الأول   |
| أحمد الحفناوي | 1500 متر حرة | 14:49.53 | 3      | 14:31.54 رقم قياسي إفريقي رقم قياسي في ألعاب كومنولث | الأول   |